# Every Night
Every Night è un brano musicale del musicista britannico Paul McCartney, pubblicato nel suo eponimo album del 1970.

## Il brano

### Composizione e prima registrazione
L'autore ha ricordato che ha scritto la canzone, basandosi sui due primi versi, scritti da tempo, in una vacanza in Grecia. Il testo ricorda di come McCartney si sia ripreso dallo scioglimento dei Fab Four, grazie all'influsso della moglie Linda; quindi, il testo tratta argomenti simili a Maybe I'm Amazed. I Beatles registrarono una versione embrionale del pezzo due volte, durante le Get Back sessions, il 21 ed il 24 gennaio 1969. La prima volta venne registrata in una breve pausa di registrazione di Dig a Pony; la seconda ha una parte di chitarra slide suonata, con scarsi risultati, da Lennon.

### Registrazione e pubblicazione
Paul McCartney registrò Every Night il 22 febbraio 1970 agli Abbey Road Studios della EMI. Nella stessa sessione, vennero registrate anche delle parti di Maybe I'm Amazed, e vennero mixate le canzoni Valentine Day e That Would Be Something. I Wings eseguirono dal vivo la canzone all'Hammersmith Odeon di Londra nel dicembre 1979, in una serie di concerti di personaggi celebri per aiutare le vittime della guerra in Cambogia; la canzone venne inclusa sull'album Concerts for the People of Kampuchea del 1981. Inoltre, il musicista registrò la canzone per la trasmissione MTV Unplugged il 25 gennaio 1991; questa versione venne inclusa nell'album Unplugged - The Official Bootleg. È anche apparsa sugli album live Back in the US del 2002 e Back in the World del 2003. È anche stata inclusa sulle compilation Wingspan: Hits and History del 2001 e su The McCartney Years del 2007. Stephen Thomas Erlewine di AllMusic ha considerato la canzone come "dolce e gentile".

## Cover
- Odetta sull'album Odetta Sings del dicembre 1970.[4]
- Claudine Longet sull'album Let's Spend the Night Together.[5]
- Richie Havens sull'album Connections del 1980.[6]
- I Fifth Dimension sull'album A Portrait/Love's Lines, Angles and Rhymes del 2007.[7]

## Formazione
- Paul McCartney – voce, chitarra, basso elettrico, batteria[1]